# Первомайский (Среднеахтубинский район)
Первомайский — посёлок в Среднеахтубинском районе Волгоградской области.
Входит в состав Красного сельского поселения.

## География

### Улицы
| - ул. Бригадная - ул. Веселая - ул. Забалковская - ул. Зеленая - ул. Лесная - ул. Набережная | - ул. Овражная - ул. Первомайская - ул. Песчаная - ул. Речная - ул. Студенческая - ул. Фермерская | - пер. Забалковский - пер. Майский - пер. Мостовой - пер. Полноводный |

## Население
| 2010 |
| ---- |
| 451  |